# Julidochromis ornatus
Espèce
Statut de conservation UICN

 LC  : Préoccupation mineure
Julidochromis ornatus est un poisson appartenant à la famille des Cichlidae. Comme toutes les espèces du genre Julidochromis, il est endémique du Lac Tanganika.

## Description
Il présente un corps élancé très fuselé de couleur généralement jaune citron (mais pouvant varier du blanchâtre au jaune d'or) avec trois rayures horizontales brun noir foncé nettement délimitées dans la partie supérieure. La bande supérieure longe la base de la nageoire dorsale. La bande inférieure part de l'extrémité du museau, passe par l'œil et le milieu des flancs et se termine au centre de la base de la nageoire caudale qui présente une grande tache de même couleur. Le museau pointu de cette espèce est très proéminent. Sa bouche se trouve en position supère.
Ce poisson peut mesurer jusqu'à 7,5 cm. La femelle est un peu plus petite que le mâle.

## Habitat
Julidochromis ornatus peuple les zones rocheuses du lac.

## Reproduction
Comme les autres Julidochromis, Julidochromis ornatus est un pondeur sur substrat caché. La femelle dépose sur un rocher à l'abri de la lumière une petite quantité d'œufs, qui sont ensuite fertilisés par le mâle. Après éclosion, le mâle et la femelle gardent le frai.